# Шиплув
Шиплув (пол. Szypłów, нім. Schipplau) — село в Польщі, у гміні Нове-Място-над-Вартою Сьредського повіту Великопольського воєводства.
Населення — 299 осіб (2011).
У 1975-1998 роках село належало до Познанського воєводства.

## Демографія
Демографічна структура станом на 31 березня 2011 року:
|          | Загалом | Допрацездатний вік | Працездатний вік | Постпрацездатний вік |
| -------- | ------- | ------------------ | ---------------- | -------------------- |
| Чоловіки | 151     | 36                 | 101              | 14                   |
| Жінки    | 148     | 34                 | 86               | 28                   |
| Разом    | 299     | 70                 | 187              | 42                   |